# Perlejewo
Perlejewo è un comune rurale polacco del distretto di Siemiatycze, nel voivodato della Podlachia.
Ricopre una superficie di 106,32 km² e nel 2004 contava 3 287 abitanti.